# آبشار تیوس
آبشار تیوس (به انگلیسی: Tews Falls) آبشاری است که در همیلتون (انتاریو)، کانادا واقع شده و ارتفاع کلی ریزشگاه آن ۴۱ متر (۱۳۵ فوت) است.

## نگارخانه

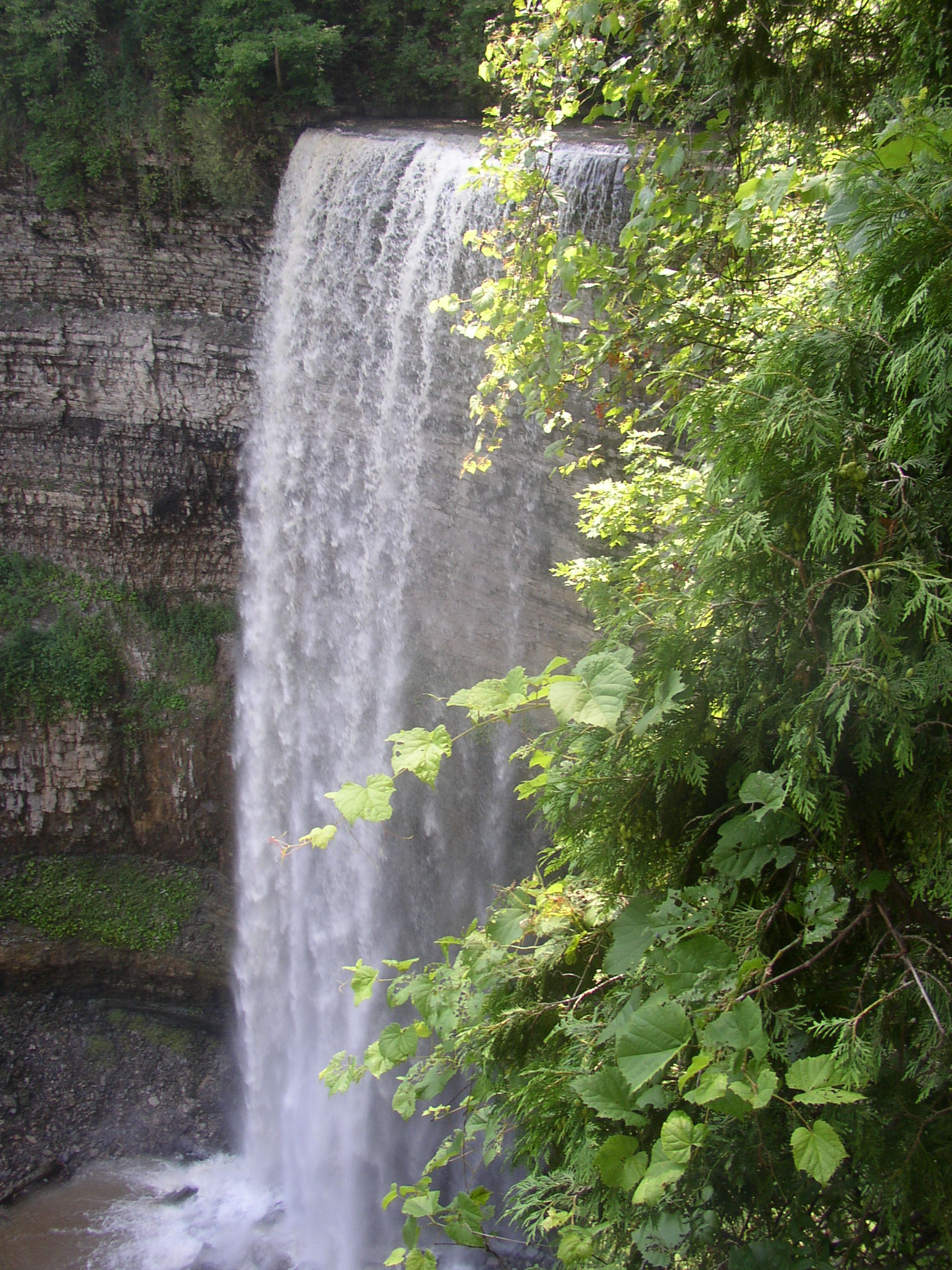
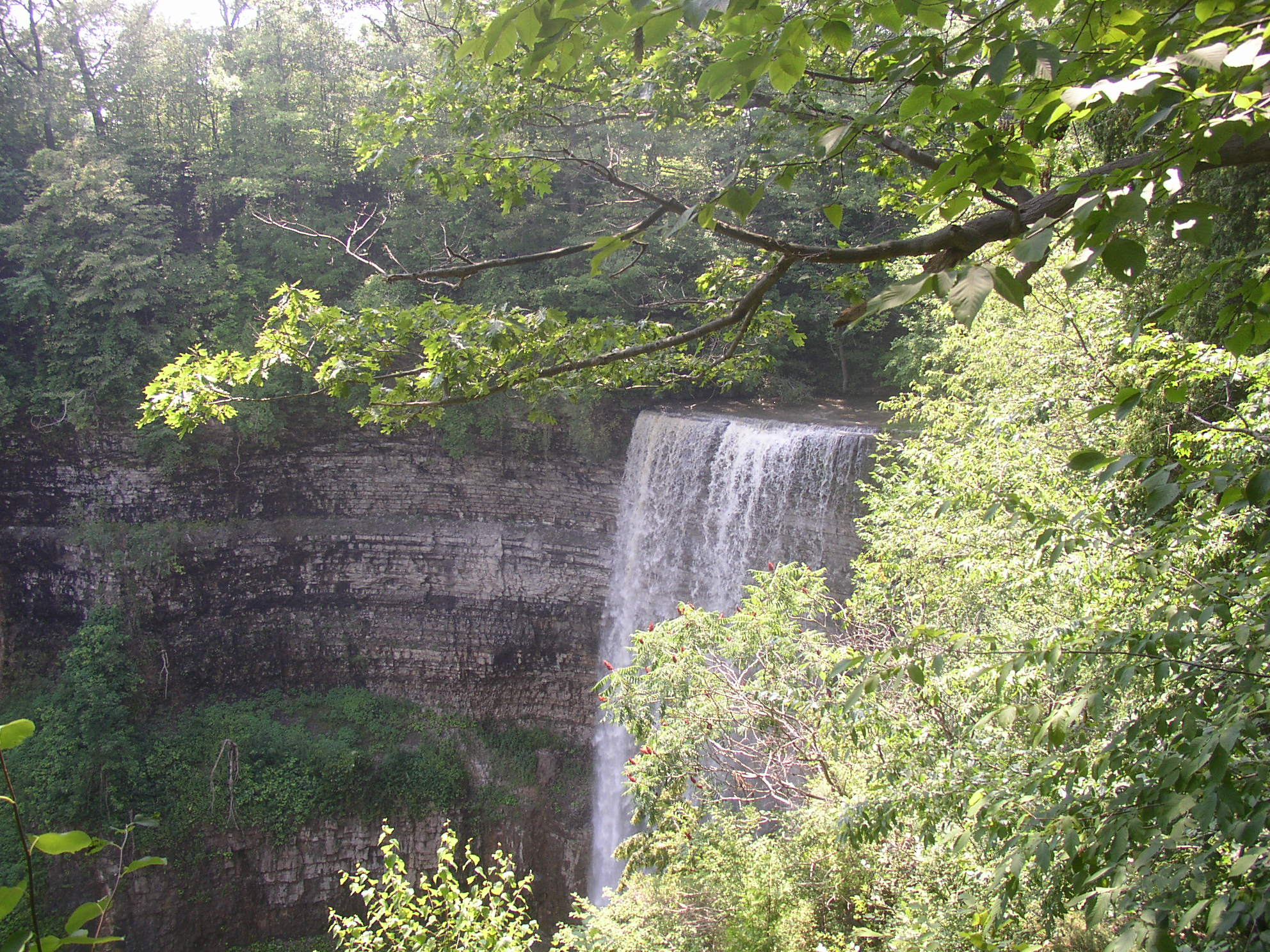
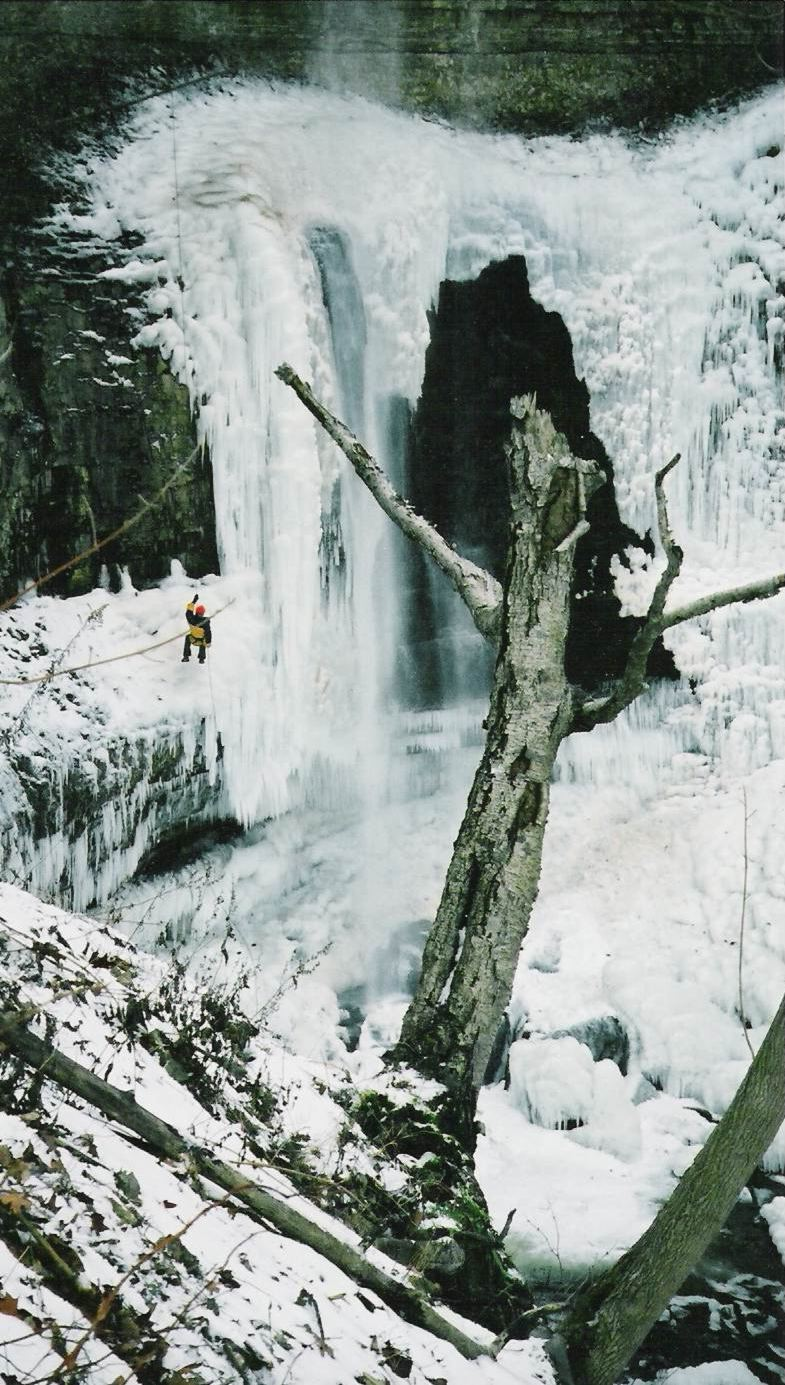